# Весёлое (Старобельский район)
Весёлое (укр. Веселе) — село, относится к Старобельскому району Луганской области Украины.
Население по переписи 2001 года составляло 1528 человек. Почтовый индекс — 92733. Телефонный код — 6461. Занимает площадь 1,349 км².
Село также известно под названием хутор Весёлый. В селе есть Старобельский государственный аграрный техникум.

## Местный совет
92733, Луганская обл., Старобельский р-н, с. Весёлое, ул. Мира (бывшая Ленина), 62А.